# Thomas Gabriel
Thomas Gabriel, né le 25 août 1957 à Essen, Allemagne, est un compositeur allemand. Son travail se construit autour de la musique sacrée, du jazz et les dernières années, de longs cycles de création qui aboutissent à des œuvres monumentales.

## Biographie

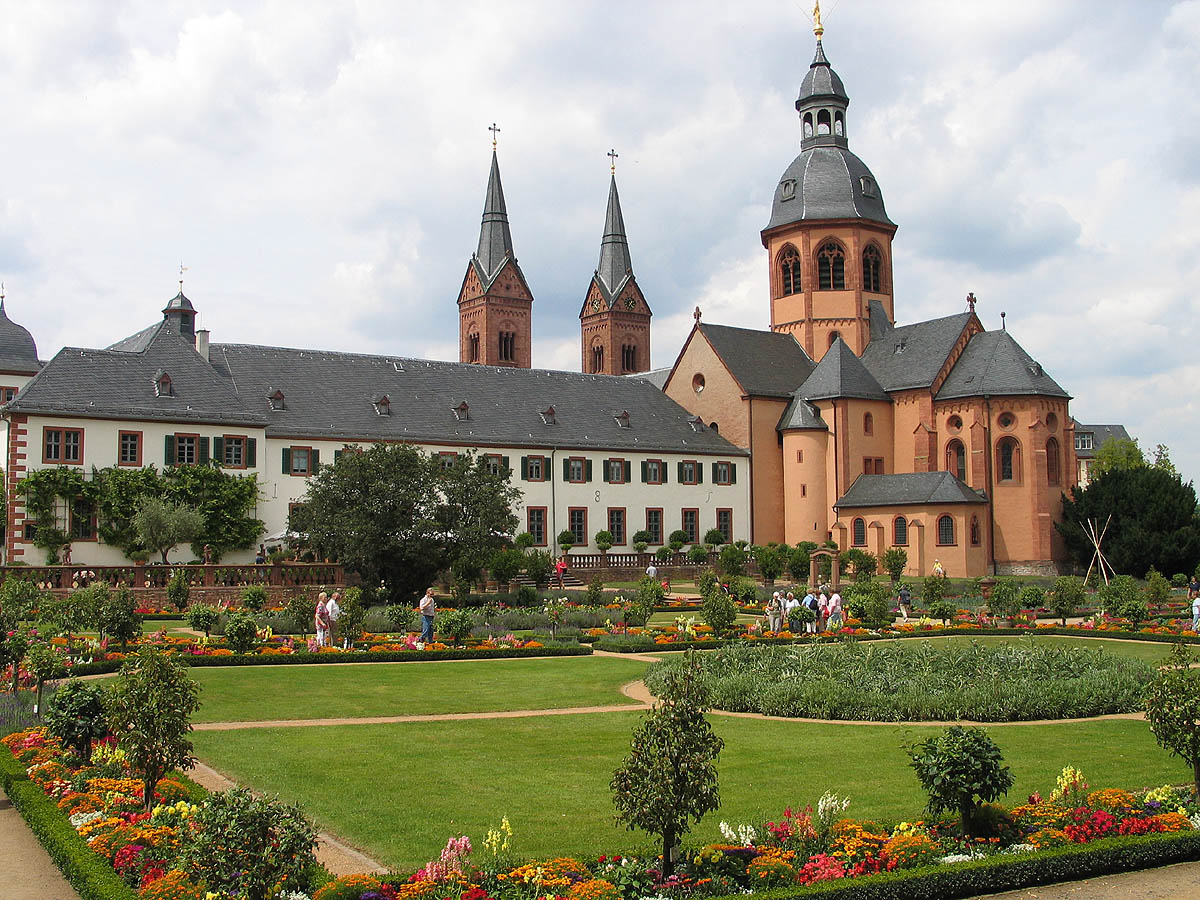
La basilique Eginhard

Gabriel suivit des études de musique religieuse catholique au Folkwang-Hochschule de sa ville natale. De 1983 à 1986 il travaille comme chef de chœur dans la Liebfrauenkirche (église de la Vierge) à Recklinghausen. De 1987 à 1988, il est employé pour la WDR (Westdeutscher Rundfunk) et le Ruhrfestspiele Recklinghausen; de 1989 à 1991 il est chef de chœur à Idstein, et de 1992 à 1997, chef de chœur à Sarrebruck. 
En 1998, il s’installe à la basilique Eginhard de Seligenstadt comme chef de chœur régional pour l'institut épiscopal de musique sacrée de Mayence.
Parallèlement à son travail pour le diocèse de Mayence, il occupe divers petits emplois (pianiste de jazz dans des bars, ouvrier, etc.).

## Liste d'œuvres
- Daniel, oratorio Rock
- Creator Spiritus. transformation grégorien
- Die Länder der Sterne, chœur femmes et harpe
- Der Herr ist mein Hirte, Liturgie de la Parole - chœur de jeunes
- Immutemur, pour 3 voix féminine, Vibraphon et 3 Violoncelli
- Mainzer Messe, pour 3 voix  chœur mixte, Keyboard (Orgel, Klavier) und Bläser (Trompette, Saxophon, Posaune), Text von Raymund Weber
- Manic herzeleit, Lieder aus dem Mittelalter Für 4st. gem. Chor, Solisten und Instrumente
- Frau Holle, Musical
- Der Engel in Dir. Messen, Lieder und Gesänge
- organ meets guitar. Apokalyptische Klangkaskaden
- Popule Meus, Motette für 5-st.gem. Chor/a-cappella
- 1999: Martin in Mainhattan, Musical
- 2002: Emmaus, oratorio
- Misa de Solidaridad pour Solo, 4stg. gemischten Chor und Instrumente (Bolivianische Partnerschaftsmesse)
- 2003: Kompositionen und Arrangements für den Eröffnungsgottesdienst beim Ökumenischen Kirchentag am Brandenburger Tor in Berlin
- Kompositionen und Arrangements für den Abschlussgottesdienst beim 95. Deutschen Katholikentag in Ulm
- 2004: Christ Guys - Sakrale Kompositionen für Männerchor, Ulmer Katholikentag
- 2004: Boniface, oratorio, Text: Barbara Nichtweiß
- 2005: Missa Mundi, messe final pour les journées mondiales de la jeunesse 2005, première mondial 21 août 2005: Kyrie européenne, Gloria sud-américaine (avec guitare et flûte de Pan) Credo indien (avec Sitar), Sanctus africain, Didgeridoos avec l'Agnus Dei australien
- 2005: Rachel – Das Musical, Musical, Uraufführung am 10. August 2005 in der Arena in Trier, danach geschlossene Vorstellungen für Teilnehmer des Weltjugendtags in Trier und ab 17. August in Köln.
- 2006: Missa Terra Supermontale - Messe für das Oberbergische Land; Uraufführung Frühjahr 2006
- 2006: Der Sonne entgegen Musical über das Leben der Hl. Edith Stein mit Text von Schülern der Edith-Stein-Schule Darmstadt
- Kindersegen - Kinderkram Kinderlieder für Erwachsene; Texte Eugen Eckert
- 2006: Saarbrücker Messe, die Messe zum Katholikentag in Saarbrücken. Von dieser Messe gibt es eine CD-Einspielung.
- 2006: Kreuzweg - Oratorium
- Südtiroler Messe - Auftragskompostion Verband der Kirchenchöre Südtirol
- 2006: Gospel Music of King Solomon; Gospels aus dem Buch der Sprichwörter
- 2007: SIMEON - Adventsoratorium, Musik: Thomas Gabriel; Text Eugen Eckert
- 2008: mass4men - eine Messe für Männerchor (Einzug, Kyrie, Gloria, Antwortgesang, Gabenbereitung, Sanctus, Agnus Dei, Kommunion, Danksagung) als Auftragskomposition zum Katholikentag in Osnabrück. Auch von dieser Messe gibt es eine CD-Einspielung.

## Prix
- 1985: Kulturpreis de la ville Essen
- 2002: Kulturpreis de la ville Seligenstadt
- 2003: Kulturpreis de l'arrondissement Offenbach
- 2005: Filippas Engel